# Beat (album, King Crimson)
Beat je deváté studiové album britské rockové skupiny King Crimson. Bylo vydáno v červnu 1982 (viz 1982 v hudbě) a v britském žebříčku prodejnosti se umístilo nejlépe na 39. místě.

## Popis alba a jeho historie
Na desku Discipline vydanou v září 1981 navázalo v poměrně krátké době (červen 1982) hudebně podobné album Beat. Poprvé v historii King Crimson na dvou po sobě jdoucích studiových albech hrála stejná sestava hudebníků.
Beat je silně ovlivněno a inspirováno beat generation. Deska obsahuje celkem osm písní, z nichž nejdelší má necelých sedm minut. Název úvodní „Neal and Jack and Me“ odkazuje na Jacka Kerouaca a jeho přítele Neala Cassadyho. Také jméno druhé písně „Heartbeat“ je odvozeno od beatniků, respektive jedná se také o název knihy, kterou napsala manželka Neala Cassadyho Carolyn. Následuje instrumentálka „Sartori in Tangier“ s intrem hraným na Chapman Stick. Také její pojmenování je odvozeno, konkrétně vytvořeno kombinací názvů Kerouacovy novely Satori v Paříži a marockého města Tanger, které bylo oblíbenou destinací beat generation. Po „Waiting Man“ otevírá druhou polovinu alba (respektive druhou stranu původní gramofonové desky) píseň „Neurotica“, která svým názvem odkazuje na stejnojmenný beatnický časopis. Na textu následující skladby „Two Hands“ se kromě Adriana Belewa, tehdejšího crimsonovského textaře, podílela i jeho manželka Margaret. Název písně „The Howler“ je odvozen od sbírky Kvílení (anglicky Howl) od Allena Ginsberga. Poslední skladbou na albu je nejdelší, téměř sedmiminutová experimentální instrumentálka „Requiem“.

## Seznam skladeb
Hudbu složil(i) Adrian Belew, Bill Bruford, Robert Fripp a Tony Levin, texty napsal(i) Adrian Belew, pokud není uvedeno jinak.
| Strana 1 | Strana 1             | Strana 1 | Strana 1 |
| Pořadí   | Název                | Text     | Délka    |
| -------- | -------------------- | -------- | -------- |
| 1.       | Neal and Jack and Me |          | 4:22     |
| 2.       | Heartbeat            |          | 3:54     |
| 3.       | Sartori in Tangier   |          | 3:54     |
| 4.       | Waiting Man          |          | 4:27     |

| Strana 2       | Strana 2       | Strana 2        | Strana 2 |
| Pořadí         | Název          | Text            | Délka    |
| -------------- | -------------- | --------------- | -------- |
| 1.             | Neurotica      |                 | 4:48     |
| 2.             | Two Hands      | Belew, Belewová | 3:23     |
| 3.             | The Howler     |                 | 4:13     |
| 4.             | Requiem        |                 | 6:48     |
| Celková délka: | Celková délka: | Celková délka:  | 35:19    |

## Obsazení
- King Crimson
  - Adrian Belew – zpěv, kytara
  - Robert Fripp – kytara, varhany, Frippertronics
  - Tony Levin – baskytara, Chapman Stick, vokály
  - Bill Bruford – bicí